# Мортон, Джон Кеннет
Джон Ке́ннет Мо́ртон (англ. John Kenneth Morton, 1928—2011) — английский ботаник и энтомолог.

## Биография
Джон Кеннет Мортон родился в 1928 году в Йоркшире в Англии. В 1949 году стал бакалавром естественных наук, а в 1953 году — доктором философии в Королевском колледже Даремского университета (ныне Ньюкаслский университет). С 1951 по 1961 Мортон преподавал в департаменте ботаники Университета Ганы. С 1961 по 1963 преподавал в Биркбеке, затем снова переехал в Африку. В 1963 году стал профессором ботаники в Университете Сьерра-Леоне. В 1968 году переехал в Ватерлоо и стал профессором Университета Ватерлоо, в 1994 году ушёл в отставку.
За свою жизнь Джон К. Мортон издал более 140 научных публикаций. Большинство из них посвящены растениям семейства Гвоздичные (Cerastium, Stellaria, Silene).

## Некоторые виды растений, названные в честь Дж. К. Мортона
- Brachystelma mortonii C.C.Walker, 1981 (Apocynaceae)